# Lussan-Adeilhac
Lussan-Adeilhac är en kommun i departementet Haute-Garonne i regionen Occitanien i södra Frankrike. Kommunen ligger i kantonen Le Fousseret som tillhör arrondissementet Muret. År 2022 hade Lussan-Adeilhac 238 invånare.

## Befolkningsutveckling
Antalet invånare i kommunen Lussan-Adeilhac
Referens:INSEE